# Брошкевич, Ежи
Ежи Брошкевич (пол. Jerzy Broszkiewicz; 6 июня 1922, Львов — 4 ноября 1993, Краков) — польский писатель, прозаик, драматург, эссеист и публицист. Российскому читателю в основном известен по переводам детских произведений.

## Биография
В 1940 году, окончив среднюю школу и музыкальную школу, поступил в Музыкальную академию во Львове, который незадолго до того вошёл в состав СССР. Во время немецкой оккупации Львова (1941—1944) работал «кормителем вшей» (человека, на теле которого в экспериментальных целях разводят вшей) в Институте исследования тифа и вирусов, которым руководил Рудольф Вайгль. В 1944 году переехал в Краков. В 1945 году прекратил музыкальные занятия и занялся литературным творчеством.
В 1945—1947 годах сотрудничал с редакцией еженедельника «Odrodzenie» (Возрождение) и журнала «Teatr», затем в 1947—1948 годах редактировал журнал «Ruch Muzyczny» (Музыкальное движение), позднее журнал «Muzyka». Многолетний литературный руководитель Народного театра в Новой Гуте. В 1953 году стал членом редакции журнала «Przegląd Kulturalny» (Культурный обзор).

## Творчество
Литературное творчество Брошкевича было очень разнообразным.
Дебютировал в 1945 году в журнале «Odrodzenie» рассказом «Моника». Первой выпущенной книгой была повесть о гетто «Ожидание», за которую получил премию Краковского округа.
Следующей книгой была повесть о Фредерике Шопене «Форма любви», за которую получил Государственную премию II степени. В 1971 году повесть «Долго и счастливо» получила премию Центрального совета профсоюзов. В 1982 году получил Государственную премию I степени за все своё литературное творчество в целом.
Автор многих повестей для детей и юношества, написанных в 1960-е и 1970-е годы; из них часть относится к научной фантастике.
Помимо этого, Брошкевич был драматургом, автором более 20 произведений для театра, ТВ и радио, фельетонистом, сценаристом телепередач и фильмов. Ряд его произведений были поставлены за рубежом — в Европе, Мексике, Новой Зеландии и США.
В целом его произведения были переведены на 19 языков, а общий тираж произведений превысил 1 млн экземпляров.

## Личная жизнь
В Кракове жил в районе Кроводжа. Жена — Эва, дипломированный доктор медицины, врач-психиатр, дочь Ирена — математик, супруга видного предпринимателя, директора «Пивницы под Баранами» Петра Ферстера.

### Повести для детей и юношества
- Opowieść olimpijska (Олимпийская повесть, 1948)
- Opowieść o Chopinie (Повесть о Шопене, 1950; адаптация «Формы любви»)
- Jacek Kula (Яцек Куля, 1952)
- Emil! Emil! (Эмиль! Эмиль!, 1954)
- Wielka, większa i największa (Большая больше и наибольшая, 1960; вошла в учебник для 5-го класа школы, на её основе снят одноименный сериал).
- Ci z Dziesiątego Tysiąca (Те из Десяти тысяч, 1962; научная фантастика), на русский вышел под названием «Трое с Десятой тысячи».
- Oko Centaura (Nasza Księgarnia (1964; научная фантастика; продолжение «Тех из десяти тысяч»)
- Długi deszczowy tydzień (Длинная дождливая неделя, 1966; продолжение «Большая, больше и наибольшая»)
- Kluska, Kefir i Tutejszy (Лапша, Кефир и Местный, 1967)
- Mój księżycowy pech (Моя лунная удача, научная фантастика, 1970 и 1976)
- Mister Di (Мистер Ди, 1972)
- Samotny podróżny (Одинокие путешественники, 1973; на её основе снят телесериал «Коперник» с Анджеем Копичинским)
- Bracia Koszmarek, magister i ja (Братья Кошмарек, магистр и я, 1980)

### Другие повести
- Oczekiwanie (Ожидание, 1948)
- Kształt miłości (1950 или 1951; на её основе снят приключенческий фильм Молодость Шопена)
- Imiona władzy (Имена власти, 1957)
- Długo i szczęśliwie (Долго и счастливо, 1970)
- Dziesięć rozdziałów (Десять разделов, 1971—1974)
- Doktor Twardowski (Доктор Твардовский, 1977—1979)

### Драматические произведения
- Imiona władzy (Имена власти, 1957),
- Jonasz i błazen (Иона и шут, 1958)
- Dwie przygody Lemuela Gulliwera (Два приключения Лемюэля Гулливера)
- Dziejowa rola Pigwy (1960)
- Skandal w Hellbergu (Скандал в Хельберге, 1961)
- Głupiec i inni (Дурак и другие)
- Koniec księgi VI (Конец книги VI)

## Цитаты
Повесть "Трое с Десятой Тысячи"
- "Говорят, будто в самые чёрные времена истории, во времена варварства люди были врагами друг другу. Даже убивали друг друга. Трудно поверить в такую жестокую нелепицу, но историки утверждают, что так и было в действительности. И всё-таки это невозможно понять. Кто может быть настоящим врагом человека? Понятно ведь: ураган, который можно обуздать; метеорный поток, который нужно уничтожить; скальные ловушки на Юпитере, лютые морозы на Нептуне, песчаные бури на Марсе — вот настоящие враги".